# DFB-Pokal 2017-2018
La DFB-Pokal 2017-2018 è stata la 75ª edizione della Coppa di Germania. Iniziata l'11 agosto 2017 si è conclusa il 19 maggio 2018 con la vittoria dell'Eintracht Francoforte sul Bayern Monaco. Con la vittoria del trofeo l'Eintracht si guadagna l'accesso diretto alla fase a gironi della UEFA Europa League 2018-2019.

## Squadre partecipanti
La competizione si svolge su sei turni ad eliminazione a gara secca. Sono 64 le squadre qualificate al torneo:
| Bundesliga tutte le squadre dell'edizione 2016-2017 | 2. Bundesliga tutte le squadre dell'edizione 2016-2017 | 3. Liga le prime 4 classificate dell'edizione 2016-2017  | Rappresentanti regionali 24 club vincitori delle coppe organizzate dai 21 comitati regionali della DFB nella stagione 2016-2017, più un club aggiuntivo a testa per i 3 comitati con più squadre qualificate. |
| - Bayern Monaco - Borussia Dortmund (detentore) - Bayer Leverkusen - Borussia M'gladbach - Schalke 04 - Magonza - Hertha Berlino - Wolfsburg - Colonia - Amburgo - Ingolstadt 04 - Augusta - Werder Brema - Darmstadt - Hoffenheim - Eintracht Francoforte - RB Lipsia - Friburgo | - Stoccarda - Hannover 96 - Norimberga - St. Pauli - Bochum - Union Berlino - Karlsruhe - Eintracht Braunschweig - Greuther Fürth - Kaiserslautern - Heidenheim - Arminia Bielefeld - Sandhausen - Fortuna Düsseldorf - Monaco 1860 - Dinamo Dresda - Erzgebirge Aue - Paderborn | - Duisburg - Holstein Kiel - Jahn Ratisbona - Magdeburgo | - Baden settentrionale - Nöttingen (IV) - Baviera - Schweinfurt 05 (IV) - Unterhaching (III) - Berlino - BFC Dynamo (VI) - Brandeburgo - Energie Cottbus (IV) - Brema - Leher (V) - Amburgo - Eintracht Norderstedt (IV) - Assia - Wehen Wiesbaden (IV) - Meclemburgo-Pomerania Anteriore - Hansa Rostock (III) - Renania centrale - Bonner (IV) - Renania meridionale - Rot-Weiss Essen (IV) - Bassa Sassonia - Lüneburger (IV) - Osnabrück (IV) - Renania-Palatinato - Coblenza (IV) - Saarland - Saarbrücken (IV) - Sassonia - Chemnitz (III) - Sassonia-Anhalt - Germania Halberstadt (IV) - Schleswig-Holstein - Eichede (IV) - Baden meridionale - Rielasingen-Arlen (VI) - Sud ovest - Morlautern (V) - Turingia - Rot-Weiß Erfurt (IV) - Vestfalia - Paderborn (III) - Erndtebrück (IV) - Württemberg - Sportfreunde Dorfmerkingen (V) |
| Campionato d'appartenenza: III = 3. Liga • IV = Regionalliga • V = Oberliga • VI = Verbandsliga | |                                                          | |

1. 1 2 3  Nell'ultimo gruppo di squadre, di norma ogni comitato locale qualifica la sola squadra vincitrice della Coppa regionale. Baviera, Bassa Sassonia e Vestfalia - in quanto regioni col maggior numero di squadre partecipanti - hanno invece diritto a qualificare due squadre regionali. Alla vincitrice della Coppa si affianca pertanto anche la finalista perdente (in Bassa Sassonia), la squadra vincitrice del girone locale di Regionalliga (in Baviera) e la vincitrice di uno spareggio tra la vincitrice del girone locale di Oberliga e la squadra regionale meglio piazzata nel girone West di Regionalliga (in Vestfalia)
2. ↑  Vincitore coppa di Baviera.
3. ↑  Essendo il Magdeburgo, vincitore della coppa, già qualificato.
4. ↑  Essendo l'Holstein Kiel, vincitore della coppa, già qualificato.
5. ↑  Vincitore dei play-off.

## Calendario
| Turno            | Sorteggio        | Partite                                        |
| ---------------- | ---------------- | ---------------------------------------------- |
| Primo turno      | 11 Giugno 2017   | 11–14 Agosto 2017                              |
| Secondo turno    | 20 Agosto 2017   | 24–25 Ottobre 2017                             |
| Ottavi di finale | 29 Ottobre 2017  | 19–20 Dicembre 2017                            |
| Quarti di finale | 7 Gennaio 2018   | 6-7 Febbraio 2018                              |
| Semifinali       | 11 Febbraio 2018 | 17–18 Aprile 2018                              |
| Finale           | 11 Febbraio 2018 | 19 Maggio 2018 allo Stadio Olimpico di Berlino |

## Primo turno
| Squadra 1                  | Risultato       | Squadra 2              |
| -------------------------- | --------------- | ---------------------- |
| 11 agosto 2017             |                 |                        |
| Coblenza                   | 2 – 3           | Dinamo Dresda          |
| Rot-Weiss Essen            | 1 – 2           | Borussia M'gladbach    |
| Holstein Kiel              | 2 – 1           | Eintracht Braunschweig |
| Karlsruhe                  | 0 – 3 (dts)     | Bayer Leverkusen       |
| 12 agosto 2017             |                 |                        |
| Chemnitz                   | 0 – 5           | Bayern Monaco          |
| Eichede                    | 0 – 4           | Kaiserslautern         |
| Erndtebrück                | 0 – 3           | Eintracht Francoforte  |
| Germania Halberstadt       | 1 – 2           | Friburgo               |
| Leher                      | 0 – 5           | Colonia                |
| Lüneburger                 | 1 – 3           | Magonza                |
| Rielasingen-Arlen          | 0 – 4           | Borussia Dortmund      |
| Unterhaching               | 0 – 4           | Heidenheim             |
| Arminia Bielefeld          | 1 – 3 (dts)     | Fortuna Düsseldorf     |
| Rot-Weiß Erfurt            | 0 – 1           | Hoffenheim             |
| Jahn Ratisbona             | 3 – 1           | Darmstadt              |
| Kickers Würzburg           | 0 – 3           | Werder Brema           |
| 13 agosto 2017             |                 |                        |
| Monaco 1860                | 1 – 2           | Ingolstadt 04          |
| Osnabrück                  | 3 – 1           | Amburgo                |
| Bonner                     | 2 – 6           | Hannover 96            |
| Magdeburgo                 | 2 – 0           | Augusta                |
| Energie Cottbus            | 2 – 2 (3-4 dtr) | Stoccarda              |
| Sportfreunde Dorfmerkingen | 0 – 5           | RB Lipsia              |
| Schweinfurt 05             | 2 – 1           | Sandhausen             |
| Morlautern                 | 0 – 5           | Greuther Fürth         |
| Saarbrücken                | 1 – 2 (dts)     | Union Berlino          |
| Nöttingen                  | 2 – 5           | Bochum                 |
| Wehen Wiesbaden            | 2 – 0           | Erzgebirge Aue         |
| Eintracht Norderstedt      | 0 – 1           | Wolfsburg              |
| 14 agosto 2017             |                 |                        |
| BFC Dynamo                 | 0 – 2           | Schalke 04             |
| Duisburg                   | 1 – 2           | Norimberga             |
| Paderborn                  | 2 – 1           | St. Pauli              |
| Hansa Rostock              | 0 – 2           | Hertha Berlino         |

## Secondo turno
| Squadra 1          | Risultato       | Squadra 2             |
| ------------------ | --------------- | --------------------- |
| 24 ottobre 2017    |                 |                       |
| Paderborn          | 2 – 0           | Bochum                |
| Wehen Wiesbaden    | 1 – 3           | Schalke 04            |
| Fortuna Düsseldorf | 0 – 1           | Borussia M'gladbach   |
| Bayer Leverkusen   | 4 – 1           | Union Berlino         |
| Schweinfurt 05     | 0 – 4           | Eintracht Francoforte |
| Magdeburgo         | 0 – 5           | Borussia Dortmund     |
| Magonza            | 3 – 2 (dts)     | Holstein Kiel         |
| Greuther Fürth     | 1 – 3           | Ingolstadt 04         |
| 25 ottobre 2017    |                 |                       |
| Osnabrück          | 2 – 3           | Norimberga            |
| Hertha Berlino     | 1 – 3           | Colonia               |
| Wolfsburg          | 1 – 0           | Hannover 96           |
| Kaiserslautern     | 1 – 3           | Stoccarda             |
| Jahn Ratisbona     | 2 – 5           | Heidenheim            |
| Werder Brema       | 1 – 0           | Hoffenheim            |
| Friburgo           | 3 – 1           | Dinamo Dresda         |
| RB Lipsia          | 1 – 1 (4-5 dtr) | Bayern Monaco         |

## Ottavi di finale
| Squadra 1           | Risultato   | Squadra 2             |
| ------------------- | ----------- | --------------------- |
| 19 dicembre 2017    |             |                       |
| Magonza             | 3 – 1       | Stoccarda             |
| Paderborn           | 1 – 0       | Ingolstadt 04         |
| Norimberga          | 0 – 2 (dts) | Wolfsburg             |
| Schalke 04          | 1 – 0       | Colonia               |
| 20 dicembre 2017    |             |                       |
| Werder Brema        | 3 – 2       | Friburgo              |
| Borussia M'gladbach | 0 – 1       | Bayer Leverkusen      |
| Bayern Monaco       | 2 – 1       | Borussia Dortmund     |
| Heidenheim          | 1 – 2 (dts) | Eintracht Francoforte |

## Quarti di finale
| Squadra 1             | Risultato   | Squadra 2     |
| --------------------- | ----------- | ------------- |
| 6 febbraio 2018       |             |               |
| Paderborn             | 0 – 6       | Bayern Monaco |
| Bayer Leverkusen      | 4 – 2 (dts) | Werder Brema  |
| 7 febbraio 2018       |             |               |
| Eintracht Francoforte | 3 – 0       | Magonza       |
| Schalke 04            | 1 – 0       | Wolfsburg     |

## Semifinali
| Squadra 1        | Risultato | Squadra 2             |
| ---------------- | --------- | --------------------- |
| 17 aprile 2018   |           |                       |
| Bayer Leverkusen | 2 – 6     | Bayern Monaco         |
| 18 aprile 2018   |           |                       |
| Schalke 04       | 0 – 1     | Eintracht Francoforte |

## Finale
| Arbitro: | Felix Zwayer (Berlino) |

|                 |           |                                |
| Lewandowski 53’ | Marcatori | 11’, 82’ Rebić 90+6’ Gaćinović |